# الجامعة (مجلة)
مجلة الجامعة هي مجلة أصدرها فرح أنطون في الإسكندرية باللغة العربية سنة 1899، قبل أن تنتقل إلى نيويورك سنة 1906، ثم إلى القاهرة سنة 1909.
صدر من المجلة 77 عددًا في الفترة من 1899 إلى 1910، وحمل أول 12 عددًا منها اسم "الجامعة العثمانية"، وكانت مواد المجلة في مجالات السياسة والثقافة والتاريخ، إلى جانب الموضوعات التربوية والحديث عن دور المرأة والأسرة.

## وصلات خارجية
- الجامعة، الأعداد المرقمنة.